# Juggy D
Jagwinder Singh Dhaliwal, más conocido por su nombre artístico como Juggy D (nacido el 19 de noviembre de 1981 en Southall, Londres) es un cantante británico de origen indio.

## Carrera
Juggy D se dedicó a la música desde los 14 años de edad. Su carrera artística comenzó junto al cantante Jay Sean. También apareció en numerosos singles de reconocidos artistas como Madonna, Ricky Martin, Mary J. Blige y Craig David.
Juggy D ha colaborado con Veronica Mehta y Rishi Rich, en una película de Bollywood titulada "Hum Tum". Junto a Veronica Mehta y Jay Sean, también tuvieron apariciones especiales en el cine hindi en una película titulada "Kyaa Kool Hai Hum". En la que ambos interpretaron una canción titulada "One Night". También fue uno de los primeros en experimentar, su trabajo musical con Bhangraton. Su primer álbum debut titulado "Juggy D's", fue lanzado en el 2004 y se convirtió en el primer álbum de éxito en Punjabi, en la India, en la que logró ingresar también a las listas nacionales del Reino Unido. Una versión de la canción titulada "Sohniye", del mismo álbum fue interpretado para una película de Bollywood titulado "Shukriya: Till Death Do Us Apart".
Su sencillo titulado "Come Closer", cuenta con voces invitadas como la de Jin Au-Yeung, un rapero estadounidense de origen chino.

## Discografía

### Álbumes
- Juggy D (2004) - UK #70[1]
- Juggy D 2: Punjabi Rockstar (2011)
- Juggy D 2: English Khana (2013)

### Singles
- "Nahin Jeena" (2002), feat. Rishi Rich and Bally Sagoo
- "Dance with You (Nachna Tere Naal)" (2003), feat. Jay Sean and Rishi Rich
- "Sohniye" (2004), feat. Rishi Rich
- "Billo" (2004)
- "Push It Up (Aaja Kuriye)" (2006), feat. Jay Sean and Rishi Rich
- "Khol Aaja (Come Closer)" (2007), feat. Jin Au-Yeung
- "Oh Jaan Meri Yah" (2007), feat. DCS
- "Billiyan Akhiyan" (2014), Music: Tigerstyle and song taken from "Surjit Bindrakhia"

### Bandas sonoras para películas
- "Balle Balle", feat. Veronica Mehta and Rishi Rich, in Bride and Prejudice (2004)
- "U 'n' I", feat. Veronica Mehta and Rishi Rich, in Hum Tum (2004)
- "Dil Mera (One Night)", feat. Jay Sean and Veronica Mehta, in Kyaa Kool Hai Hum (2005)

### Apariciones
- "Nahin Tere Jeha Hor Disda" (2002), by Rishi Rich
- "Me Against Myself" (2004), by Jay Sean
- "Eyes on You" (2004), by Jay Sean feat. Rishi Rich